# Оператор Вікторія
«Оператор Вікторія» — українська короткометражна ігрова драма української режисерки Анни Яценко (Соболевської), вироблена кінопродакшен «ForeFilms» 2021 року.

## Сюжет
Вікторія працює операторкою в кол-центрі, щодня допомагає психологічними консультаціями людям. Хоча в її родині значні проблеми: наркозалежний чоловік, а син живе у її батьків. Жінка змушена вночі працювати, бо вдень вона контролює чоловіка. Постійну боротьбу в замкненому колі доповнює її мати, що постійно контролює життя свого онука та й її. У той час, коли вона вже майже втратила надію на вирішення всіх проблем, на гарячу лінію зателефонувала мати самогубця. Розмова з нею перевернула все подальше життя Вікторії. Вона перестати вважати себе жертвою та зрозуміла, що тільки сама несе відповідальність за своє життя і за життя свого сина. Тому, вирішила, що має жити не для сина або для чоловіка, а для себе.

## Виробництво
Стрічка створювалась 2021 року за підтримки Держкіно України.

## У ролях
- Ксенія Баша-Довженко
- Володимир Заєць
- Гордій Дзюбинський
- Олена Хижна
- Максим Максимюк

## Демонстрація
Фільм на початку червня 2022 року було відібрано до конкурсної програми Міжнародного короткометражного кінофестивалю у Палм-Спрінгс, Каліфорнія, разом із ще однією стрічкою кінопродакшену ForeFilms — «Джордан 96». Також «Оператор Вікторія» потрапив до конкурсу Міжнародного кінофестивалю в Оденсі (англ. Odense International Film Festivals, Данія). Цей найстаріший та найбільший у Данії фестиваль короткометражного кіно, що має кваліфікацію на премію «Оскар», відбудеться з 29 серпня до 4 вересня 2022 року.